# Beijing 2008 – The Official Video Game of the Olympic Games
Beijing 2008 - The Official Video Game of the Olympic Games – oficjalna gra Igrzysk Olimpijskich 2008 w Pekinie wyprodukowana przez SEGA i wydana w Polsce przez CD Projekt. Jej światowa premiera odbyła 27 czerwca 2008 roku.